# ミツバノコマツナギ
ミツバノコマツナギ Indigofera trifoliata は、マメ科の植物。日本では琉球列島の海岸に生育し、鮮やかな赤い色の花を付ける。別名にナハエボシグサがある。

## 特徴
地表を這う多年生の草本。全株に表面に張り付くように伸びる毛が密生する。茎は普通は倒れて伸び、20-30cm程度。葉は3出複葉で、頂小葉は狭倒卵形、先端は窪み、長さ1-3.5cm、幅1.5-9mmで、葉裏には倒れた毛が密生する。側小葉には短い柄があり、裏面は銀色に粉を吹いたような白で黒い斑点がある。
総状花序は葉より短く、6-12個の花を付ける。個々の花の柄は長さ0.5mm。萼の歯は剛毛状。花冠は緋紅色で、長さは萼の2-3倍になる。莢果は線形で長さ1.5-2cm、6-8個の種子を含む。

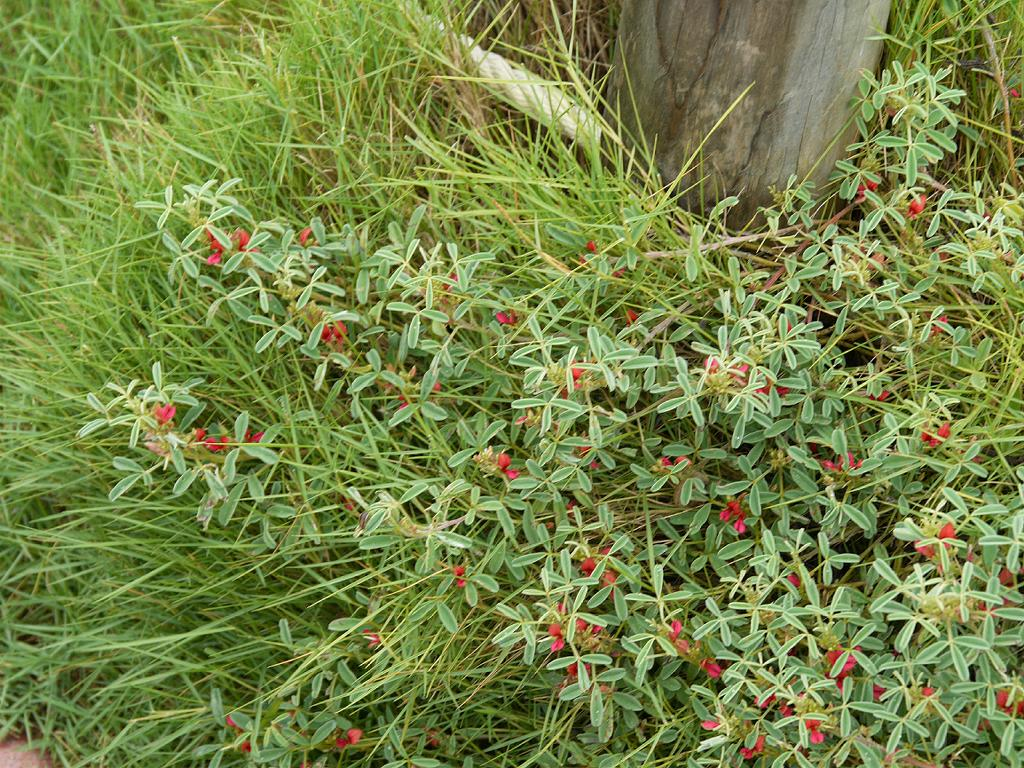
芝生の上に伸びる姿
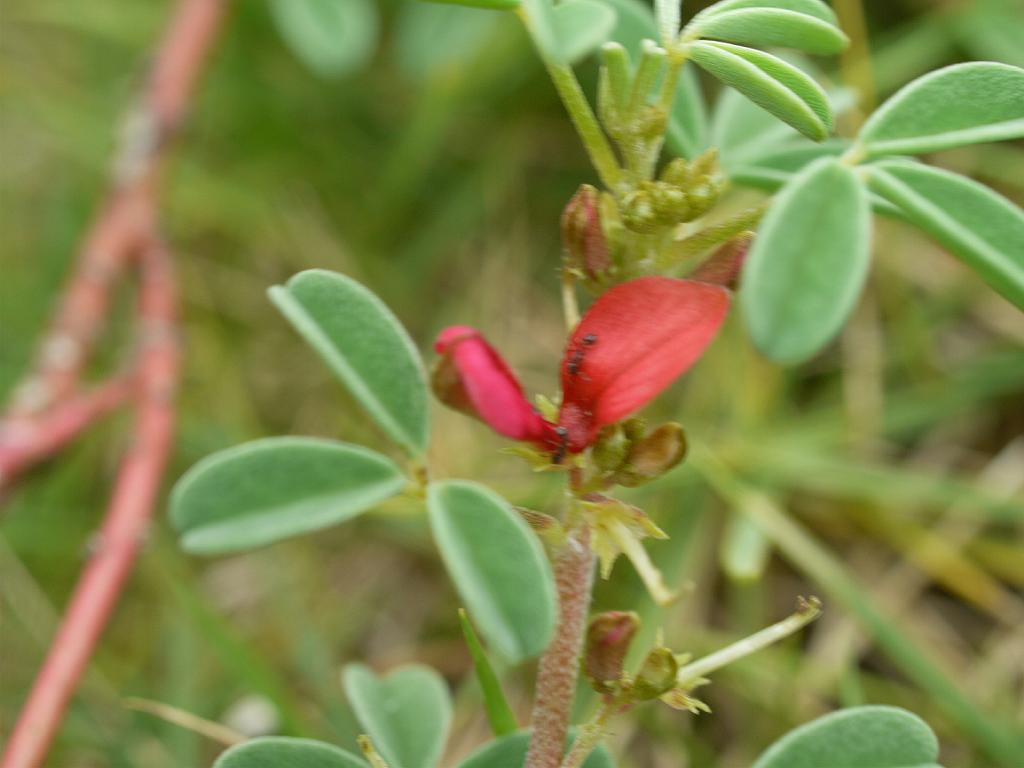
花の拡大

ただし、上記は沖縄のものであり、地域によってはその様子はずいぶん変わる。オーストラリアでは普通は立ち上がり、あるいは斜めに広がり、まれに這って普通は高さ30-60cm、時には1mを越えるものもあるという。また、きわめて希ながら5小葉のものが出現する。インドでも本種は通常は直立し、高さ70cmになるものとのことである。

## 分布と生育環境
日本では琉球列島に広く見られ、国外では台湾から中国南部、インド、マレーシアからオーストラリアに渡る分布を持つ。沖縄では普通は海岸に見られ、特に岩礁海岸でコウライシバの生える自然の芝生群落によく出現する。オーストラリアでは海岸に限らず、森林や開けた場所にも出現する。

## 類似種など
同属の植物は日本に他にもあるが、それらは5小葉以上を持つ。また、それらは立ち上がる草本か低木になる。海岸に生えるマメ科としては、細かな葉と鮮やかな赤い花が目立ち、他に似たものがない。

## 利用
本種が薬用とされる地域がある。インド、マハーラーシュトラ州のDhamangaonの地では、本種はその茎が抗腫瘍、抗炎症、抗ウイルス、抗ミコバクテリア作用があるとされ、葉と花は皮膚ガン、らい、咳や腸満に効くとされ、特に葉は堕胎薬とされた。また乾癬に特に効くとされ、根は歯痛の治療に使われた。その中でも葉には「子宮を洗浄する」効果があると伝えられている。これについて、妊娠したラットに本種の葉の水抽出物を与えた実験で、顕著な効果(胎児の死亡率の増加：29%～92%)が確認されている。今後、その効果を持つ成分の同定やその作用の詳細が明らかになれば、新たな堕胎法としての利用が可能となるかも知れない。